# Olios sanguinifrons
Olios sanguinifrons là một loài nhện trong họ Sparassidae.
Loài này thuộc chi Olios. Olios sanguinifrons được Eugène Simon miêu tả năm 1906.